# Campeonato Europeo de Tiro con Arco al Aire Libre de 1980
El VII Campeonato Europeo de Tiro con Arco al Aire Libre se celebró en Compiègne (Francia) del 26 al 27 de julio de 1980 bajo la organización de la Unión Europea de Tiro con Arco (WAE) y la Federación Francesa de Tiro con Arco.

## Resultados

### Masculino
| Evento                  | Oro                                                         | Plata                                                  | Bronce                                                            |
| ----------------------- | ----------------------------------------------------------- | ------------------------------------------------------ | ----------------------------------------------------------------- |
| Arco recurvo individual | Marnix Vervinck · Bélgica                                   | Gert Bjerendal · Suecia                                | Göran Bjerendal · Suecia                                          |
| Arco recurvo por equipo | Gert Bjerendal · Göran Bjerendal · Mats Nordlander · Suecia | Vladimir Yesheyev Vladimir Maximov Alexandr Aulov URSS | Marnix Vervinck · Willy Van Den Bossche · Marc Mestdagh · Bélgica |

### Femenino
| Evento                  | Oro                                                   | Plata                                                        | Bronce                                                       |
| ----------------------- | ----------------------------------------------------- | ------------------------------------------------------------ | ------------------------------------------------------------ |
| Arco recurvo individual | Natalia Butuzova URSS                                 | Olga Rogova URSS                                             | Alicja Ciskowska · Polonia                                   |
| Arco recurvo por equipo | Natalia Butuzova Olga Rogova Ketevan Losaberidze URSS | Carita Jussila · Päivi Meriluoto · Jutta Vähäoja · Finlandia | Alicja Ciskowska · Joanna Pawlik · Katarzyna Firan · Polonia |

## Medallero
| Núm. | País      | Oro | Plata | Bronce | Total |
| ---- | --------- | --- | ----- | ------ | ----- |
| 1    | URSS      | 2   | 2     | 0      | 4     |
| 2    | Suecia    | 1   | 1     | 1      | 3     |
| 3    | Bélgica   | 1   | 0     | 1      | 2     |
| 4    | Finlandia | 0   | 1     | 0      | 1     |
| 5    | Polonia   | 0   | 0     | 2      | 2     |
|      | TOTAL     | 4   | 4     | 4      | 12    |